# 飾頭齧脂鯉
飾頭齧脂鯉，為輻鰭魚綱脂鯉目脂鯉亞目脂鯉科的其中一個種。分布於南美洲巴西里約熱內盧Macacu河流域，體長可達6.5公分，棲息在底中層水域，生活習性不明。